# Francesca Maffei Festa
Francesca Maffei Festa (1778 - Saint-Pétersbourg, 21 novembre 1835) est une soprano italienne du XIXe siècle.

## Biographie
Fille de Vincenzo Festa d'Acquaviva delle Fonti et de Giuseppina De Chinis de Naples, elle est parmi les élèves des castrats Giuseppe Aprile et Gasparo Pacchiarotti. Elle est sans doute l'épouse de l'impresario Raffaele Maffei qui aurait abandonné la carrière militaire pour elle.
Elle commence sur les scènes italiennes autour de 1800, tant à Naples (1799 et 1800), qu'à Florence (1801), Turin (1803), Padoue (1803), Venise (1803-1804), Milan (1805, où elle sera engagée à répétition après son retour de France), Rome (1806-1807).
Particulièrement appréciée par Napoléon, elle est engagée par Gaspare Spontini et se produit à Paris à partir de 1809 et au moins jusqu'en 1811. En novembre 1809, son interprétation dans La Molinara de Giovanni Paisiello à l'Opéra-Buffa de Paris est appréciée; elle réitère dans ce rôle pendant l'été 1810 face à Mme Briones Garcia, alors débutante à Paris. Elle interrompt son séjour à Paris pour une tournée en Allemagne, où elle apparaît dans le rôle titre de l’Agnese de Ferdinando Paër. Elle tient le rôle-titre dans Semiramide de Francesco Bianchi, au Théâtre de l'Odéon de Paris, le 17 août 1811. Sa démission de l'Opéra-Buffa en septembre 1813, pour une mésentente avec Simon Mayr, défraie la chronique et provoque une lettre de protestation de ses collègues.
À partir de 1814, elle est régulièrement engagée à La Scala de Milan où elle est la première Fiorilla lors de la création d’Il turco in Italia de Rossini le 14 août 1814. Elle ne quitte pas les scènes italiennes jusqu'en 1826 où elle interprète plusieurs rôles mozartiens (Cosi fan tutte, Clemenza di Tito, Don Giovanni). Elle entretient des relations d'amitié avec Rossini qui séjourne chez le couple Maffei à Milan pendant qu'il compose La gazza ladra. Elle se produit sur les scènes germaniques (Munich, Dresde...) à partir de 1820.
Sa fille, Matilde Maffei, commence sa carrière lyrique en 1828 comme contralto.
Après une carrière de près de trente années, Francesca Maffei se retire à Saint Pétersbourg où elle ouvre une école de chant et meurt en 1835.

## Interprétations

### Rôles créés
- Elice dans Gustavo in Malabar de Bonifazio Asioli, au Teatro delle Arti de Turin, à partir du 29 janvier 1803 et pour ce carnaval de l’an XI[7].
- Lucinda dans Guerra con tutti de Francesco Gardi (it), au Teatro San Benedetto de Venise, à partir du 12 août 1803 et pendant l'été[9].
- Argentina dans L'accortezza materna de Stefano Pavesi, au Teatro San Moisè de Venise, à partir du 12 mai 1804 et pour le printemps[10],[21].
- La duchessa dans Don Chischiotte de la Mancha de Pietro Generali, à La Scala de Milan, à partir du 12 mai 1805 et pour le printemps[11].
- Giocondina dans L'inganno dura poco de Cesare Jannoni, au Teatro Valle de Rome, à partir du 9 septembre 1807 et pour l'automne[22].
- Clary dans Il matrimonio per lettera di cambio de Carlo Coccia, au Teatro Valle de Rome, à partir du 14 novembre 1807 et pour l'automne[13].
- Lisetta dans Avviso al pubblico de Giuseppe Mosca, à La Scala de Milan, à partir du 4 janvier 1814 et pour le carnaval[23].
- Tisbe dans Agatina o La virtù premiata de Stefano Pavesi, à La Scala de Milan, à partir du 10 avril 1814 et pour le printemps[24]
- Fiorilla dans Il turco in Italia de Rossini, à La Scala de Milan, le 14 août 1814[20] et pendant l'automne[25].
- Malvina dans Le due duchesse de Simon Mayr, à La Scala de Milan, à partir du 7 novembre 1814 et pour l'automne[26].
- Medea dans Teseo e Medea de Carlo Coccia, au teatro Regio de Turin, à partir du 26 décembre 1815 et pour le carnaval 1816[27].
- Elmonda dans Rodrigo di Valenza de Pietro Generali, à La Scala de Milan, à partir du 8 mars 1817 et pour le carême[28].
- Dina dans Le zingare dell'Asturia de Carlo Soliva, à La Scala de Milan, à partir du 5 août 1817 et pendant l'automne[29]
- Le rôle-titre dans Adele di Lusignano de Michele Enrico Carafa de Colobrano, à La Scala de Milan, à partir du 27 septembre 1817 et pour l'automne qui s'ensuit[30],[31].
- Le rôle-titre dans Lanassa de Simon Mayr, à La Fenice de Venise, à partir du 26 décembre 1817 et pour le carnaval 1817-1818[32].
- Zelida dans L'orfana egiziana de Francesco Basili, à La Fenice de Venise, à partir du 28 janvier 1818[33].
- Elfrida dans Trajano de Domenico Tritto, au Teatro San Carlo de Naples, le 30 mai 1818[34]
- Le rôle-titre dans Berenice in Siria de Carafa de Colobrano, au Teatro San Carlo de Naples, à partir du 28 juillet 1818 et pendant l'été[35].
- Irza dans Gl'Illinesi de Francesco Basili, à La Scala de Milan, à partir du 26 janvier 1819 et pour le carnaval[36].
- Caterina dans Il falegname di Livonia de Giovanni Pacini, à La Scala de Milan, pour le printemps 1819[37].
- Irene dans Andronico de Saverio Mercadante, à La Fenice de Venise, à partir du 26 décembre 1821 et pour le carnaval 1822[38].
- Isolina dans Tebaldo ed Isolina de Francesco Morlacchi, à La Fenice de Venise, à partir du 4 février 1822 et pour le carnaval[39].
- Elena dans Elena e Malvina de Carlo Soliva, face à Teresa Belloc en Malvina, à La Scala de Milan, à partir du 22 mai 1824 et pendant le printemps[40]
- William dans Il torneo de Giuseppe Antonio Bagioli (it), au teatro Comunale de Bologne, en novembre 1826[41]

### Autres
- Noema dans Il sacrificio di Gefte de Pietro Alessandro Guglielmi, au Teatro del Fondo de Naples, pour le carême 1800[5].
- Orazia dans Gli Orazi e i Curazi de Cimarosa, au Teatro della Pergola de Florence, pendant l'automne 1801[6].
- Cleofide dans Alessandro nell'Indie d'Angelo Tarchi, au Teatro della Pergola de Florence, pour le carnaval 1801-1802[42].
- Leontina dans L'amante anonimo de Stefano Pavesi, au teatro San Moisè de Venise, pendant l'automne 1803[43].
- Sandrina dans Un avvertimento ai gelosi de Stefano Pavesi, au Teatro nuovo de Padoue, pour l'automne 1803[8].
- Le rôle-titre dans Artemisia de Cimarosa, au Teatro Alibert delle Dame de Rome, pour le carnaval 1806[12].
- Sandra dans le quartetto : Per l'orrendo oscuro speco de I due baroni di Rocca Azzurra (acte 2, scène 12) de Cimarosa, à Paris, entre 1809 et 1811[44].
- Le rôle-titre dans Agnese de Ferdinando Paër, en Allemagne, vers 1810[17],[45],
  - puis à La Scala de Milan, à partir du 2 juillet 1814 et pendant l'été[46],
  - puis au Teatro Carignano de Turin, pendant le printemps 1815[47],
  - et de nouveau à La Scala de Milan, à partir du 23 mars 1816 et pendant le carême [48],[49],
  - et encore au Teatro San Benedetto de Venise, pendant l'automne 1818[50].
- Le rôle-titre dans Semiramide de Francesco Bianchi, au Théâtre de l'Odéon de Paris, le 17 août 1811[18].
- Aspasia dans Il serraglio d'Ormus de Simon Mayr, face à Carolina Bassi (it) en Altar, à La Scala de Milan, le 21 janvier 1815 et pour le carnaval 1815[51],
  - puis au Teatro communale de Lugo, pendant l'été 1816[52].
- Ernestina dans La contessa di Colle Erboso de Pietro Generali, au Teatro degl'Infuocati de Florence, pour l'automne 1815[53]
- Le rôle-titre dans Ginevra di Scozia de Simon Mayr, au Teatro Regio de Turin, le 1er février 1816 et pendant le carnaval[54].
- Doña Anna dans Don Giovanni Tenorio de Mozart, à La Scala de Milan, pour le carême 1816[55].
- Zenobia dans Aureliano in Palmira de Rossini, au Teatro Condomini de Senigallia pour l'été 1816[56]
  - puis au Teatro dell'illustrissima comunità de Reggio, pendant le même été[57],
  - et au Teatro comunale de Ferrare, pour l'automne 1816[58].
- Le rôle-titre dans La Cenerentola de Rossini, à La Scala de Milan, pour l'automne 1817[59].
- Carolina dans Il matrimonio segreto de Cimarosa, à La Scala de Milan, pour l'automne 1817[60].
- Briseide dans Achille de Ferdinando Paër, à La Scala de Milan, le 26 décembre 1816 et pour le carnaval 1816-1817[61],[62].
- Le rôle-titre dans Evellina de Carlo Coccia, à La Fenice de Venise, à partir du 18 janvier 1818 et pour le carnaval[63].
- Desdemona dans Otello de Rossini, au teatro San Benedetto de Venise, pour le carême 1818[64].
- Amenaide dans Tancredi de Rossini, au Teatro San Carlo de Naples, pendant le printemps 1818[65].
- Le rôle-titre dans Armida de Rossini, au Teatro San Benedetto de Venise, pendant l'automne 1818[66].
- Vitellia dans La clemenza di Tito de Mozart, à La Scala de Milan, pendant le carnaval 1819[67].
- Ipermestra dans Le Danaidi de Francesco Morlacchi, à La Scala de Milan, pour le carême 1819[68],
  - et de nouveau au Teatro Contavalli de Bologne pour l'automne 1820[69].
- Atala dans Il vascello l'occidente de Carafa da Colobrano, à La Scala de Milan, à partir du 22 mai 1819 et pour la fin du printemps[70]
- Le rôle-titre dans Clotilde de Carlo Coccia, à La Scala de Milan, à partir du 12 juin 1819 et pour la fin du printemps[71],
  - et de nouveau au königlichen Hoftheater an der Residenz de Münich, le 15 novembre 1819[72].
- Cristina dans Eduardo e Cristina de Rossini, au Teatro Contavalli de Bologne, pour l'automne 1820[73].
- Le rôle-titre dans Elisa de Simon Mayr, au Teatro San Benedetto de Venise, pour le printemps 1821[74].
- Elena dans La donna del lago de Rossini, au Teatro San Benedetto de Venise, pour le printemps 1821[75].
- Elcia dans Mosè in Egitto de Rossini, au Nobile teatro d'Udine, pour l'été 1821[76]
  - et de nouveau au Gran teatro della commune de Bologne, pour le printemps 1822[77].
- Le rôle-titre dans Alzira de Nicola Antonio Manfroce, au Gran teatro della Comune de Bologne, pour le printemps 1822[78].
- Amalia dans Il barone di Dolsheim de Giovanni Pacini, au Teatro dell'illustrissima Comunità de Modène, pour le carnaval 1824[79].
- Tosnelda dans Arminio de Stefano Pavesi, au Teatro della Pergola de Florence, pour le carême 1825[80].
- Curiazio dans Gli Orazi e i Curiazi de Cimarosa, face à Francesca Grassi en Orazia, au Teatro civico del Verzaro de Pérouse, au printemps 1825[81].
- Tebaldo dans Tebaldo e Isolina de Francesco Morlacchi, au Teatro civico del Verzaro de Pérouse, au printemps 1825[82].
- Ergilla dans L'idolo cinese de Pietro Generali, au Teatro della Pergola de Florence, pour l'automne 1825[83].
- Le rôle-titre dans Margherita d'Anjou de Giacomo Meyerbeer, au Teatro della Pergola de Florence, pour l'automne 1825[84].
- Elisa dans Elisa e Claudio de Mercadante, au Teatro Pantera de Lucques, pendant le carnaval 1825[85].
- Armando dans Il crociato in Egitto de Giacomo Meyerbeer, face à Santina Ferlotti en Palmide, au Teatro comunale de Bologne, pour l'automne 1826[86].